# 小野瀬侑子
小野瀬 侑子（おのせ ゆうこ、1984年1月31日 - ）は、日本の女優。埼玉県出身。

## 人物・来歴
- 趣味は散歩、鑑賞、柔軟。
- 特技は日本舞踊、殺陣、アクション、ダンス。

## 主な出演作品

### 映画
- 春の光に〜小さなポートレイト〜（1998年） 主演
- 本当のラブソング（2007年） 主演
- 初恋 夏の記憶（2009年）
- LOVE まさお君が行く!（2012年）
- プラチナデータ（2013年）
- 中学生円山（2013年）
- 清須会議（2013年）
- 世田谷区,39丁目 (2014年)
- 予告犯 (2015年)
- 進撃の巨人 (2015年)
- ギャラクシー街道 (2015年)
- 家族はつらいよ (2016年)
- シン・ゴジラ（2016年）[2]
- 秘密 THE TOP SECRET (2016年)
- 真田十勇士（2016年） - 女中
- ボクの妻と結婚してください。(2016年)
- 海賊とよばれた男 (2016年)
- 家族はつらいよ2 (2017年)
- 忍びの国 (2017年)
- DESTINY 鎌倉ものがたり (2017年)
- 妻よ薔薇のように 家族はつらいよⅢ (2018年)
- あの日のオルガン (2019年)
- アルキメデスの大戦 (2019年)
- ドラゴンクエスト ユア・ストーリー　(2019年)
- 記憶にございません！ (2019年)
- 閉鎖病棟－それぞれの朝－ (2019年)
- 男はつらいよ50 お帰り 寅さん（2019年）
- シン・仮面ライダー（2023年）
- ゴジラ-1.0（2023年）

### ドラマ
- はみだし刑事情熱系（テレビ朝日）
- ポチョむきん（長野放送） ヒロイン
- 大河ドラマ 元禄繚乱（NHK、1999年）
- 朝の連続テレビ小説 すずらん（NHK、1999年）
- 大河ドラマ 葵 徳川三代（NHK、2000年） - 侍女
- いばらの償い（TBS、2000年）
- 大河ドラマ 北条時宗（NHK、2001年）
- Strangers 6（WOWOW、2012年）
- 大空港2013（WOWOW、2013年）
- 信長協奏曲 (フジテレビ 2014年)
- 家でマラソン (NHK Eテレ 2015年)
- 嘘の戦争 (フジテレビ 2017年)
- 男の操 (NHK BSプレミアム 2017年)
- イアリー 見えない顔(WOWOW 2018年)
- 演じ屋（WOWOW 2021年）

### 舞台
- 真夏の夜の夢
- きらきら姫はどこにいる（かぐや姫役）
- 二十四の瞳
- 新青い山脈
- ゴジラ
- たけくらべ
- 淡雪の頃
- 久遠の星（主演）
- サンドバックドリーム
- ジャンプ〜赤井英和物語〜
- アイドルは暴走族（主演）
- EDDIE（ヒロイン）
- 遠い夏の日（主演）
- 愛と不安の夏
- ヴェニスの商人
- SAZEN
- 柳生十衛兵
- 幕末侍伝説CHUJI
- 戦国シェイクスピアSHINGEN
- 黒蜥蜴
- 七変化 ねずみ小僧 捕物帳

### CM・広告
- クール宅急便
- 日産 キューブ
- 年末ジャンボ宝くじ

### 音楽
シングル
- 最強のチアガール （2005年）

ミニアルバム
- ストロベリーキッス（2005年）

### その他
- 講談社マガジングラビアネット
- 女優アイドルユニット 「ビーバップストロベリー」（2005年3月〜2007年1月活動）ニッポン放送、ラジオ日本、千葉TV出演。新宿ロフトプラスワンにてワンマンLIVE他、秋葉原ドンキホーテー、ライブハウス、路上ライブ活動。
- 「シン・ゴジラ」エイプリルフール企画 ゴジラ第2携帯 モデル